# Heinz Waizenegger
Heinz Waizenegger (* 22. Oktober 1913 in Stuttgart; † 1986) war ein deutscher Offizier, zuletzt Oberstleutnant i. G. der Wehrmacht, und Automobilmanager.

## Leben
Heinz Waizenegger war ein Sohn von Gotthilf Waizenegger und Klara, geb. Buh.
Nach seinem Schulabschluss trat er am 8. April 1932 als Polizeianwärter in die Landespolizei ein. Zwei Jahre später wurde er Polizeileutnant.
Am 15. Oktober 1935 wurde er in die Wehrmacht überführt und kam als Adjutant in das  3. Bataillon des neu aufgestellten Infanterie-Regiments 56. Hier wurde er am 1. Oktober 1937 zum Oberleutnant befördert und war ab Juli 1938 Chef der 9. Kompanie des Infanterie-Regiments 56. Während des Westfeldzugs diente er als Kompaniechef und Regimentsadjutant. Als Hauptmann (Beförderung am 1. Oktober 1940) war er ab 13. Januar 1941 O1 (Erster Ordonnanzoffizier) im Generalstab des V. Armeekorps. Später war er für ein sechswöchiges Waffenkommando zur Artillerie kommandiert und wurde als Batterie- und Abteilungsführer eingesetzt, aufgrund dessen er am 1. März 1942 zur 3. Panzerarmee kam. Ab 17. August 1942 war er als Führungsstabsoffizier im Wehrmachtsführungsstab.
Von November 1942 bis 28. Februar 1945 war er, ab Mai 1943 Major und später noch Oberstleutnant, Adjutant des Generalobersts Alfred Jodl. Am 20. Juli 1944 war er beim Attentat auf Hitler im Führerhauptquartier Wolfsschanze anwesend. Nach Waizeneggers Aussage stand er auf der Seite der Bombe, hatte sich aber kurz vor der Detonation in Richtung des an der Wand stehenden Kartentisch umgedreht, und entkam nach der Detonation durch ein Fenster der Baracke. Ab März 1945 war er O1 der 2. Armee.
Nach dem Krieg sagte er als Zeuge für Jodl vor dem Nürnberger Hauptkriegsverbrecherprozess aus. Er führte dabei 1946 aus, dass Jodl vermeintlich keine Zeit für andere Aufgaben jenseits der operativen Kriegsführung gehabt hätte und insgesamt einer hohen Arbeitslast ausgesetzt gewesen sei. Waizenegger soll nach seinen Aussagen auch bestimmte Schriftstücke und Befehle, welche er für nicht relevant erachtete, nicht an Jodl weitergeleitet haben. Eine Übernahme eines Teils der Lagevortrage soll Waizenegger als Vorschlag an General Walter Warlimont, Stellvertreter von Jodl, übertragen haben, sodass sich Jodl auf die rein operativen Aspekte konzentrieren konnte. Er gab weiterhin zu Protokoll, dass er bei den Lagebesprechungen weder von Judenverfolgungen noch von Unmenschlichkeiten oder Konzentrationslagern gehört habe. Letztendlich wurde Jodl aber doch u. a. für Kriegsverbrechen und Verbrechen gegen die Menschlichkeit zum Tode verurteilt.
Nach dem Krieg war er bis 1947 in Kriegsgefangenschaft. Später ging er nach Amerika und war dort für Mercedes-Benz tätig. Ab 1949 absolvierte er für zwei Jahre eine Ausbildung zum Verkaufsmanager von Mercedes-Benz Sales (MBS) in South Bend. Anschließend war er als Verkaufsmanager bis 1960 aktiv und wurde Vizepräsident Merchandising. Von 1962 bis 1964 war er Executive Vice President der MBS. Ab 1964 war er Vizepräsident Marketing der neu gegründeten Mercedes-Benz of North America, wo er später auch Executive Vice President wurde. Ende 1978 ging er in den Ruhestand.
Im Bericht des Institut für Zeitgeschichte München Anfang September 1963 in Stuttgart wird Waizenegger dahingehend zitiert, dass er die Ausführung des Attentats auf Hitler als verbrecherisch und „kindisch“ ansah. Waizenegger gab umfänglich Auskunft über die Gegebenheiten vor dem Attentat, wie z. B. die Orte der Lagebesprechung und die Sicherungsmaßnahmen vor Ort.
Am 11. April 1938 heiratete er Lilo Schwandt.